# جبل فوستوك
جبل فوستوك (بالإنجليزية: Foostock)‏ هو أحد جبال سلسلة جبال الألب غلاروس ويقع في كانتون غلاروس/كانتون سانت غالن في سويسرا. يحتل المرتبة رقم 304 في قائمة جبال سويسرا من حيث الارتفاع، إذ يبلغ ارتفاعه حوالي 2611 متر، بينما يبلغ ارتفاع نتوء الجبل 388 متر.